# Fateme Ekhtesari
Fateme Ekhtesari, (Kashmar, 1986) es una poeta y comadrona iraní represaliada por el régimen por conducta inmoral y blasfemia.

## Biografía
Fateme Ekhtesari es poeta y matrona,  escribe sobre la maternidad, en particular sobre el embarazo y el aborto.Pertenece al movimiento literario conocido como "gazal posmoderno", que procede del género literario más antiguo conocido como gazal, que reflexiona sobre la sociedad contemporánea.
Su primer poemario, titulado Yek bahse feministi ghabl az pokhtane sibzaminiha, se publicó en 2010 y fue censurado al descubrirse que había rellenado a mano palabras prohibidas antes de la publicación de la obra. Rakhs roye sime khardar, su segundo libro, sigue a la espera de que el gobierno iraní apruebe su publicación.
Fue redactora jefe de la revista posmoderna Hamin farad bud, que ha sido clausurada.
En 2013, participó en un proyecto en el que se reunieron seis poetas persas y suecos. A raíz de este festival de poesía, fue encarcelada a su regreso a Irán y posteriormente puesta en libertad bajo fianza.
En enero de 2016, Fateme Ekhtesari declaró a la Agencia Mundial y General de Noticias que ella y el poeta Mehdi Moosavi habían huido de Irán por motivos de seguridad.
El rapero Shahin Najafi, cuya música ha sido prohibida en Irán, ha utilizado algunos poemas de Ekhtesari en sus canciones.

### Causa penal
En 2013, Ekhtesari fue una de las poetas invitadas al festival de poesía de Gotemburgo. Tras su visita a Suecia, fue detenida cuando se disponía a viajar a Turquía junto con el poeta Mehdi Moosavi y encarcelada en la prisión de Evin, en Teherán. Su cuenta de Facebook fue pirateada y su blog cerrado.
El 13 de enero de 2014, Svenska PEN (el PEN sueco), Sveriges Författarförbund (el Sindicato Sueco de Escritores) y Göteborgs poesifestival protestaron para exigir la liberación de Ekhtesari y otros presos iraníes. La protesta tuvo lugar frente a la embajada de Irán en Lidingö.  El 14 de enero de 2014, Ekthesari y Mehdi Moosavi fueron puestos en libertad bajo fianza.
El 12 de octubre de 2015 se declaró la sentencia contra Ekhtesari. Debía recibir 99 latigazos y cumplir 11,5 años de prisión. Tanto Ekhtesari como Moosavi fueron condenadas por delitos contra el gobierno iraní, por conducta inmoral y por blasfemia. En el caso de Ekhtesari, su condena incluye siete años por "insultar a lo sagrado", tres años por la supuesta publicación de fotos indecentes en Internet y dieciocho meses por difundir propaganda crítica con el gobierno iraní. Los 99 latigazos son castigo por "relaciones ilícitas".
En enero de 2016, Ekhtesari declaró a Associated Press que ella y Moosavi habían huido de Irán. Por motivos de seguridad, se negó a dar más detalles.